# 소프트웨어 영상 믹서
소프트웨어 영상 믹서는 소프트웨어 방식으로 동작하는 영상 믹서를 일컫지만, 하드웨어 방식의 영상 믹서와 비슷하게 동작한다.

## 장단점
소프트웨어 방식의 경우 장점과 단점이 모두 혼재해 있다.
이를테면, 소프트웨어 방식의 영상 믹서는 다중 채널, 연결 유형, 컴퓨터 기반의 콘텐츠 통합, 전환 효과, 텍스트 및 그래픽 오버레이, 미디어 프로그래밍에 대한 더 많은 유동성을 제공한다. 그러나 이러한 소프트웨어 방식의 PC 기반 믹서는 컴퓨터의 성능에 제한을 받는다. 그러므로 컴퓨터의 성능이 좋을수록 소프트웨어 영상 믹서 기능을 원활히 사용할 수 있으면서도, 하드웨어 영상 믹서에 비해 성능 업그레이드가 쉽다.
또한 소프트웨어 영상 믹서의 경우 하드웨어 기반의 믹서보다 값이 싸다.

## 예

### 오픈 소스
- Snowmix (리눅스 & macOS & FreeBSD)[1]
- DVSwitch (리눅스)[2]
- en:FreeJ (리눅스 & macOS)[3]
- ScreenStudio (리눅스 & partially macOS)[4]
- WebcamStudio (리눅스)[5]
- Live Broadcaster Software (마이크로소프트 윈도우, macOS)[6]
- 오픈 브로드캐스터 소프트웨어 (리눅스, 마이크로소프트 윈도우, and macOS)[7]
- CasparCG (마이크로소프트 윈도우)[8]
- Voctomix (리눅스)[9]

### 프리웨어
- CamTwist (macOS)[10]
- FFsplit (마이크로소프트 윈도우)[11]
- Wirecast for YouTube(마이크로소프트 윈도우, macOS)[12]

### 상용
- avtake CutFour (SD/HD, 마이크로소프트 윈도우 7 64비트)[13]
- CamCamX (macOS)[14]
- D3DGear Broadcaster(마이크로소프트 윈도우)[15]
- en:ManyCam (macOS and 마이크로소프트 윈도우)[16]
- mimoLive (macOS)[17]
- VidBlaster (마이크로소프트 윈도우)[18]
- vMix (마이크로소프트 윈도우)[19]
- Wirecast (macOS) and (마이크로소프트 윈도우)[20]
- XSplit (마이크로소프트 윈도우)[21]

## 같이 보기
- 영상 믹서